# Elf Aquitaine

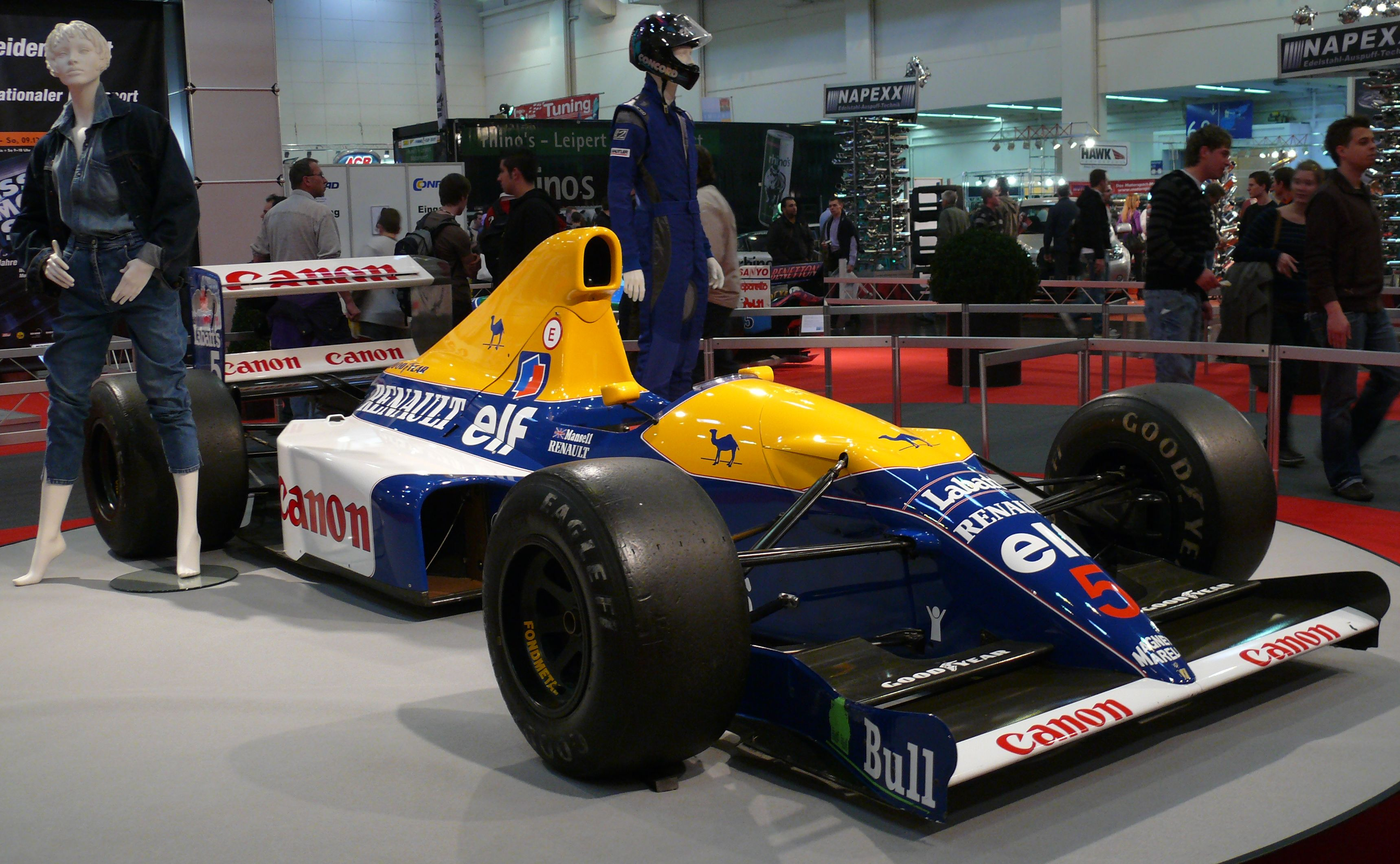
Williams-Renault patrocinat per Elf.

Elf Aquitaine fou una empresa francesa de cerca, extracció, refinació i distribució de petroli, que en 2000 va ser absorbida pel grup TotalFinaElf S. A.

## Orígens
Les tres empreses que van donar origen a Elf Aquitaine van ser:
- Régie Autonome des Pétroles (RAP), fundada 29 de juliol 1939 per explotar jaciments de gas natural de Saint-Marcet a Garona;
- Société Nationale des Pétroles d'Aquitània (SNPA), creat a través d'una Llei de 10 de novembre de 1941;
- Oficina de Recerca de Petroli (BRP), fundada en 1945.

El RAP, el SNPA i BRP es van fusionar en 1966 per formar Entreprise de Recherches et d'Activités Pétrolières (ERAP), anomenada Elf-RAP 1967-1976, qui l'1 de setembre de 1976 es va convertir en la Société Nationale Elf Aquitaine (SNEA). La marca ELF va ser creada el 27 d'abril de 1967.

## Esport
El nom de l'empresa també està relacionat amb el món de l'automobilisme, la Fórmula 1 i les 24 Hores de Le Mans, en particular, mitjançant el patrocini de pilots francesos, l'equip Tyrrell, i com a proveïdor de combustible i el patrocinador de tots els cotxes amb motor Renault, incloent òbviament, la mateixa escuderia Renault. Era també un proveïdor de combustible i el propietari d'una escuderia que va participar en les carreres del Campionat Mundial de Motociclisme en els anys vuitanta (amb el moviment derivat dels prototips Elf X) i en els anys noranta amb la Elf 500.

El petroli cru i les refineries a França